# Nomada dives
Nomada dives är en biart som beskrevs av Wilhelm Ferdinand Erichson 1849. Nomada dives ingår i släktet gökbin, och familjen långtungebin. Inga underarter finns listade i Catalogue of Life.